# Paul Antoine Guillaume van Heeckeren van Brandsenburg
Paul Antoine Guillaume baron van Heeckeren van Brandsenburg (Utrecht, 24 juli 1878 - Woudenberg, 6 juni 1959) was tientallen jaren burgemeester van Woudenberg.

## Leven en werk
Van Heeckeren, lid van de familie Van Heeckeren, was een zoon van Rudolph baron van Heeckeren van Brandsenburg (1834-1911) en diens tweede vrouw jkvr. Anna Sophia Dorothee de Milly (1840-1913), lid van de familie De Milly en dochter van burgemeester jhr. Paul Antoine Guillaume de Milly (1807-1890). Hij trouwde in 1907 met Constantia Wilhelmina barones van Boetzelaer, vrouwe van Heukelum (1884-1960), uit welk huwelijk vier kinderen werden geboren.
Vanaf 5 september 1905 was Van Heeckeren burgemeester van Woudenberg. In oorlogstijd werd hij in 1943 vervangen door de NSB'er J.P.A. Monyé. Op 6 mei 1945 werd hij na de bevrijding opnieuw burgemeester om ten slotte dat ambt van 16 november 1945 tot 1 januari 1947 als waarnemer te vervullen.